# Seznam ministrů práce, sociálních věcí a rodiny Slovenské republiky
Toto je seznam ministrů práce a sociálních věcí Slovenské republiky, který obsahuje chronologický přehled všech členů vlády Slovenské republiky (včetně autonomních slovenských vlád za druhé republiky, Sborů pověřenců i slovenských vlád v rámci československé federace) působících v tomto úřadu. Zahrnuti jsou sem i ministři (pověřenci) zastávající podobná portfolia (sociální péče, pracovních sil atd.) 

## Ministři sociální péče v autonomních vládách Slovenska v letech 1938–1939
| # | Jméno               | Fotografie | Strana    | Vláda                | Funkční období                    | Poznámky                                                        |
| - | ------------------- | ---------- | --------- | -------------------- | --------------------------------- | --------------------------------------------------------------- |
| 1 | Ferdinand Ďurčanský |            | HSĽS-SSNJ | 1. vláda J. Tisa     | 7. října 1938 – 1. prosince 1938  | Ministr spravedlnosti, sociální péče a zdravotnictví.           |
| 2 | Jozef Tiso          |            | HSĽS-SSNJ | 2., 3. vláda J. Tisa | 1. prosince 1938 – 9. března 1939 | Předseda vlády a ministr vnitra, sociální péče a zdravotnictví. |

## Pověřenci sociální péče (pracovních sil) ve slovenských Sborech pověřenců (SP) v letech 1944–1960
| #  | Jméno                          | Fotografie | Strana    | Sbor pověřenců                                     | Funkční období                      | Poznámky                                                               |
| -- | ------------------------------ | ---------- | --------- | -------------------------------------------------- | ----------------------------------- | ---------------------------------------------------------------------- |
| 1  | František Kubač a Fedor Thurzo |            |           | SP 1. 9. - 5. 9. 44                                | 1. září 1944 – 5. září 1944         | Pověřenci pro sociální péči.                                           |
| 2  | František Kubač                |            |           | SP 5. 9. - 23. 10. 44                              | 5. září 1944 – 23. října 1944       | Pověřenec pro sociální péči (Fedor Thurzo zástupcem pověřence).        |
| 3  | Felix Vašečka                  |            | KSS       | SP 7. 2. - 21. 2. 45 SP 21. 2. - 11. 4. 45         | 7. února 1945 – 11. dubna 1945      | Pověřenec pro sociální péči.                                           |
| 4  | František Komzala              |            | KSS       | SP 11. 4. - 18. 9. 45 SP 18. 9. 45 - 16. 8. 46     | 11. dubna 1945 – 16. srpna 1946     | Pověřenec pro sociální péči.                                           |
| 5  | Jozef Šoltész                  |            | KSS       | SP 16. 8. 46 - 18. 11. 47                          | 16. srpna 1946 – 18. listopadu 1947 | Pověřenec sociální péče.                                               |
| 6  | Ján Púll                       |            | KSS       | SP 18. 11. 47 - 23. 2. 48                          | 18. listopadu 1947 – 23. února 1948 | Pověřenec sociální péče.                                               |
| 7  | František Zupka                |            | KSS (KSČ) | SP 6. 3. - 18. 6. 48 SP 18. 6. 48 - 17. 12. 54     | 6. března 1948 – 2. července 1950   | Pověřenec sociální péče.                                               |
| 8  | Emília Janečková-Muríňová      |            | KSS (KSČ) | SP 18. 6. 48 - 17. 12. 54                          | 2. července 1950 – 5. března 1953   | Pověřenkyně sociální péče. Od 20. září 1951 pověřenkyně pracovních sil |
| 9  | Jozef Hojč                     |            | KSS (KSČ) | SP 18. 6. 48 - 17. 12. 54 SP 17. 12. 54 - 2. 8. 56 | 5. března 1953 – 6. července 1955   | Pověřenec pracovních sil.                                              |
| 10 | Jozef Gajdošík                 |            | KSS (KSČ) | SP 17. 12. 54 - 2. 8. 56 SP 2. 8. 56 - 11. 7. 60   | 3. srpna 1954 – 31. srpna 1958      | Pověřenec pracovních sil.                                              |

## Ministři práce a sociálních věcí ve vládách Slovenska v rámci československé federace
| # | Jméno            | Fotografie | Strana    | Vláda                                                          | Funkční období                      | Poznámky |
| - | ---------------- | ---------- | --------- | -------------------------------------------------------------- | ----------------------------------- | --- |
| 1 | Mária Sedláková  |            | KSS (KSČ) | vláda Š. Sádovského a P. Colotky                               | 2. ledna 1969 – 28. dubna 1970      | Ministyně práce a sociálních věcí. |
| 2 | Dezider Kroscány |            | KSS (KSČ) | vláda Š. Sádovského a P. Colotky, 2., 3. a 4. vláda P. Colotky | 28. dubna 1970 – 8. prosince 1983   | Ministr práce a sociálních věcí. |
| 3 | Kazimír Nagy     |            | KSS (KSČ) | 4. vláda P. Colotky, vláda P. Colotky, I. Knotka a P. Hrivnáka | 8. prosince 1983 – 20. dubna 1988   | Ministr práce a sociálních věcí, od 20. dubna 1988 samostatný rezort zrušen a vytvořeno ministerstvo zdravotnictví a sociálních věcí (viz seznam ministrů zdravotnictví Slovenské republiky). |
| 4 | Stanislav Novák  |            | DS        | 1. vláda V. Mečiara                                            | 27. června 1990 – 22. dubna 1991    | Ministr práce a sociálních věcí. Samostatný rezort práce a sociálních věcí obnoven. |
| 5 | Helena Woleková  |            | ODÚ-VPN   | vláda J. Čarnogurského                                         | 22. dubna 1991 – 24. června 1992    | Ministryně práce a sociálních věcí. |
| 6 | Oľga Keltošová   |            | HZDS      | 2. vláda V. Mečiara                                            | 24. června 1992 – 31. prosince 1992 | Ministryně práce a sociálních věcí. Po zániku federace pokračovala ve vládě dál, nyní již jako ministryně vlády samostatného Slovenska.                                                       |

## Ministři práce a sociálních věcí (práce, sociálních věcí a rodiny) samostatného Slovenska
| #  | Jméno            | Fotografie | Strana      | Vláda                 | Funkční období                      | Poznámky                                                       |
| -- | ---------------- | ---------- | ----------- | --------------------- | ----------------------------------- | -------------------------------------------------------------- |
| 1  | Oľga Keltošová   |            | HZDS        | 2. vláda V. Mečiara   | 1. ledna 1993 – 15. března 1994     | Ministryně práce a sociálních věcí.                            |
| 2  | Július Brocka    |            | KDH         | vláda J. Moravčíka    | 15. března 1994 – 13. prosince 1994 | Ministr práce, sociálních věcí a rodiny.                       |
| 3  | Oľga Keltošová   |            | HZDS        | 3. vláda V. Mečiara   | 13. prosince 1994 – 27. února 1998  | Ministryně práce, sociálních věcí a rodiny.                    |
| 4  | Vojtech Tkáč     |            | HZDS        | 3. vláda V. Mečiara   | 27. února 1998 – 30. října 1998     | Ministr práce, sociálních věcí a rodiny.                       |
| 5  | Peter Magvaši    |            | SDĽ         | 1. vláda M. Dzurindy  | 30. října 1998 – 15. října 2002     | Ministr práce, sociálních věcí a rodiny.                       |
| 6  | Ľudovít Kaník    |            | SDKÚ        | 2. vláda M. Dzurindy  | 16. října 2002 – 17. října 2005     | Ministr práce, sociálních věcí a rodiny.                       |
| 7  | Iveta Radičová   |            | SDKÚ        | 2. vláda M. Dzurindy  | 17. října 2005 – 4. července 2006   | Ministryně práce, sociálních věcí a rodiny.                    |
| 8  | Viera Tomanová   |            | SMER        | 1. vláda R. Fica      | 4. července 2006 – 8. července 2010 | Ministryně práce, sociálních věcí a rodiny.                    |
| 9  | Jozef Mihál      |            | SaS         | vláda I. Radičové     | 8. července 2010 – 4. dubna 2012    | Místopředseda vlády a ministr práce, sociálních věcí a rodiny. |
| 10 | Ján Richter      |            | SMER-SD     | 2. vláda R. Fica      | 4. dubna 2012 – 23. března 2016     | Ministr práce, sociálních věcí a rodiny.                       |
| 11 | Ján Richter      |            | SMER-SD     | 3. vláda R. Fica      | 23. března 2016 – 22. března 2018   | Ministr práce, sociálních věcí a rodiny.                       |
| 12 | Ján Richter      |            | SMER-SD     | vláda P. Pellegriniho | 22. března 2018 – 20. března 2020   | Ministr práce, sociálních věcí a rodiny.                       |
| 13 | Milan Krajniak   |            | Sme rodina  | vláda I. Matoviče     | 21. března 2020 – 17. března 2021   | Ministr práce, sociálních věcí a rodiny.                       |
|    | Andrej Doležal   |            | Sme rodina  | vláda I. Matoviče     | od 17. března 2021                  | Pověřen řízením                                                |
| 14 | Milan Krajniak   |            | Sme rodina  | vláda E. Hegera       | 9. dubna 2021 – 15. května 2023     | Ministr práce, sociálních věcí a rodiny.                       |
| 15 | Soňa Gaborčáková |            | nestranička | vláda Ľ. Ódora        | 15. května 2023 – 25. října 2023    | Ministryně práce, sociálních věcí a rodiny.                    |
| 16 | Erik Tomáš       |            | HLAS-SD     | 4. vláda R. Fica      | od 25. října 2023                   | Ministr práce, sociálních věcí a rodiny.                       |